# 第一次世界大戦の年表
第一次世界大戦の年表（だいいちじせかいたいせんのねんぴょう）では、大戦中に起きた主要な事件や戦闘についてまとめた年表を下記に掲げる。
| 凡例           | 凡例       | 凡例         | 凡例         |
| -------------- | ---------- | ------------ | ------------ |
| --- Theater    | 西部戦線   | 東部戦線     | イタリア戦線 |
| コーカサス戦線 | 中東戦線   | バルカン戦線 | 植民地戦域   |
| 海上戦         | 外交と政治 |              |              |

## 1914年
| 日付                 | 事件 |                                                 |
| -------------------- | --- | ----------------------------------------------- |
| 6月28日              | オーストリア＝ハンガリー帝国皇位継承者であるフランツ・フェルディナント大公夫妻がサラエヴォにおいて、セルビア人民族主義者に暗殺される（サラエボ事件） | 詳細                                            |
| 7月5日               | オーストリア＝ハンガリー、ロシア帝国の動員に備え、セルビア王国との戦争においてドイツ帝国の支援を依頼。ドイツ、支援を約束 |                                                 |
| 7月23日              | オーストリア＝ハンガリー、セルビアに対し最後通牒を通告（オーストリア最後通牒）。 セルビアの一部留保に不満を感じたオーストリア＝ハンガリーは、7月25日にセルビアとの国交断絶を行う                                                                                               | 詳細                                            |
| 7月26日              | イギリス外相エドワード・グレイ、英・仏・独・伊の大使会議を開くことを提案。 |                                                 |
| 7月28日              | オーストリア＝ハンガリー、セルビアに宣戦布告。これに対し、ロシアは動員を開始。イギリス外相グレイ、「ドイツ・フランスが戦争に加わる場合には、イギリスはフランスを援助する」旨を発言。                                                                                           |                                                 |
| 7月31日              | ドイツ、ロシアに対し、動員中止を要請。ロシア側は「動員は対オーストリアに限定」と回答。30日にはロシア全土に動員令発動済み。ドイツ、ロシアに最後通牒。英外相グレイの「ベルギーの中立を尊重するか」の質問に対し、フランスは「中立を尊重す」と答えたのに対し、ドイツは回答を拒否。 |                                                 |
| 8月1日               | ドイツ、ロシアに宣戦布告 |                                                 |
| 8月1日               | イタリア王国、局外中立を宣言。 ドイツおよびオスマン帝国は同盟に関する密約を締結 |                                                 |
| 8月2日               | ドイツ、ルクセンブルク侵攻 | ドイツによるルクセンブルク占領 (第一次世界大戦) |
| 8月3日               | ドイツ、フランスおよびベルギーに宣戦布告、イギリス、ドイツに最後通牒。 |                                                 |
| 8月4日               | ドイツ、フランス軍を包囲するため、ベルギーに侵攻（シュリーフェン・プラン） |                                                 |
| 8月4日               | イギリスはベルギーの中立を保護するため条約（ロンドン条約 (1839年)）によって担保 ドイツ宰相、条約を「紙切れ一枚」(chiffon de papier,a scrap of paper) と回答 イギリス、ドイツに宣戦布告                                                                                         | 第一次世界大戦下のイギリス                      |
| 8月5日               | モンテネグロ王国、オーストリア＝ハンガリーに宣戦布告 |                                                 |
| 8月5日               | オスマン帝国、ダーダネルス海峡封鎖 |                                                 |
| 8月5日から8月16日    | ドイツ軍、ベルギー、リエージュ要塞を包囲の後、占領（リエージュの戦い） | 詳細                                            |
| 8月6日               | オーストリア＝ハンガリー、ロシアに宣戦布告 セルビア、ドイツに宣戦布告 |                                                 |
| 8月7日               | イギリス海外派遣軍、フランスに到着 | 詳細                                            |
| 8月9日               | モンテネグロ、ドイツに宣戦布告 |                                                 |
| 8月11日              | フランス、オーストリア＝ハンガリーに宣戦布告 |                                                 |
| 8月12日              | イギリス、オーストリア＝ハンガリーに宣戦布告 |                                                 |
| 8月14日から8月24日   | ドイツ軍、イギリス海外派遣軍およびフランス第1軍に対し勝利を収める（フロンティアの戦い） | 詳細                                            |
| 8月16日から8月19日   | チェルの戦いにおいて、セルビア軍、オーストリア＝ハンガリー軍に敗北 |                                                 |
| 8月17日              | ロシア軍、東プロイセンに侵攻（シュタルペーネンの戦い） | 詳細                                            |
| 8月20日              | ドイツ軍、東プロイセンにおいて、ロシア軍を攻撃。攻撃は失敗し、シュリーフェン・プランが頓挫 | グンビネンの戦い                                |
| 8月17日から9月2日    | ロシア軍、タンネンベルクの戦いにおいて敗北 | 詳細                                            |
| 8月20日              | ドイツ、ベルギー首都ブリュッセルを占領 |                                                 |
| 8月22日              | オーストリア＝ハンガリー、ベルギーに宣戦布告 |                                                 |
| 8月23日              | 日本、ドイツに宣戦布告 | 詳細                                            |
| 8月23日から8月25日   | オーストリア＝ハンガリー第1軍、ロシア第4軍を撃破（クラシニクの戦い） |                                                 |
| 8月24日から9月7日    | ドイツ軍、フランス、モブージュ要塞を包囲後、占領 | モブージュ包囲戦                                |
| 8月25日              | 日本、オーストリア＝ハンガリーに宣戦布告 |                                                 |
| 8月26日              | 英仏軍、西アフリカにおけるドイツ領トーゴラントに侵攻 |                                                 |
| 8月26日から8月27日   | ル・カトーの戦いにおいて連合国軍は退却 | vulnerable                                      |
| 8月26日から9月11日   | ガリシアの戦いにおいてロシア軍、リヴィウを占領 |                                                 |
| 8月27日から11月7日   | 青島の戦いにおいて、日本・イギリス連合軍が中国におけるドイツの拠点港の青島を占領 | 詳細                                            |
| 8月28日              | イギリス海軍、北海、ヘルゴラント湾における最初の海戦にて勝利 | 詳細                                            |
| 8月29日から8月30日   | サン＝カンタンの戦い（ギーズの戦い）において、連合軍は秩序だった退却に成功 |                                                 |
| 8月30日              | ニュージーランド、ドイツ領サモア（現在のサモア）を占領 | サモアの歴史                                    |
| 9月3日から9月11日    | ラヴァの戦いにおいて、オーストリア＝ハンガリー軍、ロシア軍に敗北 |                                                 |
| 9月5日から9月12日    | マルヌ会戦においてドイツ軍のパリ侵攻が停止。シュリーフェン・プランの失敗 |                                                 |
| 9月7日から9月14日    | 第一次マズーリ湖攻勢において、東プロイセン、ネマンを支配していたロシア第1軍は戦死傷者約17万名の被害を受け、東プロイセンから撤退 |                                                 |
| 9月8日から9月17日    | オーストリア＝ハンガリー軍による第二次セルビア侵攻作戦が失敗に終わる |                                                 |
| 9月9日               | ドイツ帝国宰相テオバルト・フォン・ベートマン・ホルヴェークが今大戦における戦争目的を提示 | 9月計画                                         |
| 9月11日              | オーストラリア軍、ドイツ領ニューギニアを占領 | オーストラリア海外派遣陸海軍                    |
| 9月13日              | 南アフリカから派遣された軍隊がドイツ領南西アフリカに侵攻を開始 | 南西アフリカ戦線                                |
| 9月13日から9月28日   | 第一次エーヌの戦いが実質的な引き分けに終わる。独仏軍の戦線が大西洋に向かって伸びる、「海への競争」が始まる |                                                 |
| 9月14日              | ヘルムート・フォン・モルトケに代わり、エーリッヒ・フォン・ファルケンハインがドイツ帝国陸軍参謀総長に就任 | 詳細                                            |
| 9月17日              | ロシア軍、オーストリア＝ハンガリー軍が守備するプシェムィスル要塞に対する包囲戦（プシェムィシル包囲戦）を開始 |                                                 |
| 9月28日から10月10日  | ドイツ軍によって、ベルギー、アントワープが包囲、占領される | アントワープ包囲                                |
| 9月29日から10月31日  | ヴィスワ川の戦い（ワルシャワの戦い） |                                                 |
| 10月16日から10月31日 | イゼールの戦いにおける連合国軍の勝利によって、フランスおよびベルギー軍はベルギーの海岸線地帯の安全を確保 |                                                 |
| 10月19日から11月22日 | 第一次イーペルの戦いは「海への競争」に終わり、ドイツ軍によるカレーおよびダンケルクに対する侵攻が阻止される |                                                 |
| 11月1日              | ロシア、オスマン帝国に宣戦布告 |                                                 |
| 11月1日              | マクシミリアン・フォン・シュペーが指揮するドイツ海軍の巡洋艦戦隊がクリストファー・クラドック指揮下のイギリス海軍戦隊に勝利（コロネル沖海戦） | 詳細                                            |
| 11月2日              | イギリス、ドイツに対する海上封鎖を開始 | 大西洋におけるUボート作戦 (第一次世界大戦)      |
| 11月3日              | モンテネグロ、オスマン帝国に宣戦布告 |                                                 |
| 11月3日から11月5日   | パウル・フォン・レットウ＝フォルベックが指揮するドイツ植民地軍が、ドイツ領東アフリカ、タンガへ上陸したイギリス軍に勝利。（タンガの戦い） |                                                 |
| 11月5日              | フランスおよびイギリス、オスマン帝国に宣戦布告 |                                                 |
| 11月6日              | オーストリア＝ハンガリー軍、セルビアの首都ベオグラードに進軍 | 詳細                                            |
| 11月9日              | オーストラリア海軍の軽巡洋艦「シドニー」がドイツ海軍の軽巡洋艦「エムデン」を撃沈（ココス諸島の戦い） | 詳細                                            |
| 11月11日から12月6日  | ロシア軍とドイツ軍、ポーランド、ウッチ近郊において衝突（ウッチの戦い (第一次世界大戦)） |                                                 |
| 11月11日             | オスマン帝国皇帝メフメト5世、連合国に対するジハードを宣言. |                                                 |
| 12月8日              | フォークランド沖海戦において、マクシミリアン・フォン・シュペーが指揮するドイツ海軍戦隊がイギリス海軍に敗北 |                                                 |
| 12月16日             | ドイツ海軍、イングランド、ノース・ヨークシャーにあるスカーブラとハートルプールを砲撃 |                                                 |
| 12月18日             | スウェーデン、ノルウェー、デンマーク三国の国王がスウェーデンのマルメで会合し、中立宣言を行う。 |                                                 |
| 12月24日から12月25日 | 西部戦線のいくつかの戦闘区域において、イギリス軍およびドイツ軍との間で非公式な停戦が行われる（クリスマス休戦） | 詳細                                            |
| 12月29日から翌1月2日 | ロシア軍、コーカサス地方におけるオスマン軍との戦闘（サリカミッシュの戦い）に勝利 |                                                 |

## 1915年
| 日付                | 事件 |                                |
| ------------------- | --- | ------------------------------ |
| 1月2日              | カルパティア山脈におけるロシア軍の攻勢が開始。同年4月12日まで継続 |                                |
| 1月19日             | ドイツの硬式飛行船「ツェッペリン」によるイギリスに対する空襲が初めて行われる                                                                                             | 詳細                           |
| 1月24日             | 北海、ドッガー・バンクにおいて、イギリス連合艦隊がドイツ太平洋艦隊に勝利（ドッガー・バンク海戦）                                                                         | 詳細                           |
| 1月28日から2月3日   | オスマン軍、スエズ運河の攻略に失敗 | 第一次スエズ攻勢               |
| 1月31日             | ボリモフの戦いにおいて、初めてドイツ軍による化学兵器（催涙剤）が使用される                                                                                               | 第一次世界大戦における科学兵器 |
| 2月4日              | ドイツ、商船に対する潜水艦戦を開始 | Uボート作戦 (第一次世界大戦)   |
| 2月7日から2月22日   | 第二次マズーリ湖の戦いにおいて、ロシア第10軍が敗北 |                                |
| 2月19日             | 英仏軍、ダーダネルス海峡に海上攻撃を行う（ガリポリの戦い） |                                |
| 3月10日から3月13日  | ヌーヴ＝シャペルの戦いにおいて、イギリス軍は戦術的勝利を収めるも、攻勢が停滞                                                                                             |                                |
| 3月22日             | プシェムィシル包囲戦が、ロシア軍による同要塞の攻略成功によって終了する                                                                                                   |                                |
| 4月22日から5月25日  | 第二次イーペルの戦いは、ドイツ軍およびイギリス・フランス連合軍の戦線の膠着化に終わる                                                                                     |                                |
| 4月25日             | 連合軍、ガリポリ半島に上陸 | 詳細                           |
| 4月25日             | 大戦終結後におけるイタリアの領土返還（未回収のイタリア）を対価として、イタリアが連合国に立ち対独参戦を行う秘密条約（ロンドン条約）が、イギリス・イタリア間で締結される。 |                                |
| 4月28日             | 第一次クリチアの戦いにおいて、連合軍の進攻がオスマン軍によって撃退される                                                                                                 |                                |
| 5月1日から5月3日    | ドイツ第11軍団司令官アウグスト・フォン・マッケンゼンが率いるドイツ軍が、ガリツィアにおけるロシア戦線の突破に成功（ゴルリッツ＝タルヌフ攻勢）                             |                                |
| 5月6日から5月8日    | 連合軍のガリポリ半島における侵攻作戦が再び頓挫（第二次クリチアの戦い）                                                                                                   |                                |
| 5月7日              | イギリス船籍のルシタニア号がドイツ軍のUボートによって撃沈される（ルシタニア号事件）                                                                                      | 詳細                           |
| 5月10日             | ハンガリー方面から進軍したオーストリア＝ハンガリー軍、ヤロスワフのロシア軍を放逐し、リヴィウが再びオーストリア＝ハンガリーの支配下に置かれる                             |                                |
| 5月12日             | ドイツ領南西アフリカの首都、ウィントフックが南アフリカ軍に占領される | 南西アフリカ戦線               |
| 5月23日             | イタリア、オーストリア＝ハンガリーに宣戦布告 |                                |
| 6月4日              | ガリポリ半島における連合軍の攻勢が失敗に終わる（第三次クリチアの戦い）                                                                                                   |                                |
| 6月4日              | ロシア軍、プシェムィシルから退却（ゴルリッツ＝タルノフ攻勢） |                                |
| 6月22日             | マッケンゼン指揮下のドイツ軍、リヴィウ地方のロシア戦線の再突破に成功（ゴルリッツ＝タルヌフ攻勢）                                                                         |                                |
| 6月23日から7月7日   | イタリア軍、オーストリア＝ハンガリー軍の守備陣地に攻勢をかける（第一次イゾンツォの戦い）                                                                                 |                                |
| 6月27日             | オーストリア＝ハンガリー軍、リヴィウに再進軍（ゴルリッツ＝タルノフ攻勢）                                                                                                 |                                |
| 6月28日から7月5日   | イギリス軍、ガリー渓谷の戦いにおいて、オスマン軍に勝利 |                                |
| 7月9日              | ドイツ領南西アフリカのドイツ軍が降伏 |                                |
| 7月18日から8月3日   | 第二次イゾンツォの戦い |                                |
| 8月5日              | ドイツ軍、ワルシャワを占領（ゴルリッツ＝タルノフ攻勢） |                                |
| 8月6日から8月29日   | ガリポリ半島攻略を目的としたイギリス軍による最後の攻勢作戦が失敗（サリ・ベアの戦い）                                                                                     |                                |
| 9月1日              | ドイツ、無制限潜水艦作戦を中止 |                                |
| 9月8日              | ロシア帝国皇帝ニコライ2世、ロシア陸軍最高司令官ニコライ・ニコラエヴィチを解任し、自身が同職に就任する                                                                    | 詳細                           |
| 9月19日             | ドイツ軍、ロシア領ヴィリニュスを占領（ゴルリッツ＝タルノフ攻勢が終了）                                                                                                   |                                |
| 9月25日から9月28日  | イギリス軍の大規模攻勢が失敗（ルーの戦い） |                                |
| 10月6日             | ドイツ軍、オーストリア＝ハンガリー軍、ブルガリア軍の3軍、セルビアに侵攻                                                                                                  | セルビア戦線 (第一次世界大戦)  |
| 10月14日            | ブルガリア、セルビアに宣戦布告 |                                |
| 10月15日            | イギリス、ブルガリアに宣戦布告 |                                |
| 10月16日            | フランス、ブルガリアに宣戦布告 |                                |
| 10月18日から11月4日 | 第三次イゾンツォの戦い |                                |
| 10月19日            | イタリアおよびロシア、ブルガリアに宣戦布告 |                                |
| 10月27日            | フランス軍、オスマン帝国領サロニカ（現、ギリシャ領テッサロニキ）に上陸後、イギリス軍およびイタリア軍と協調してバルカン戦線を形成                                         |                                |
| 11月10日から12月2日 | 第四次イゾンツォの戦い |                                |
| 11月2日から11月25日 | クテシフォンの戦い (第一次世界大戦) |                                |
| 11月27日            | セルビア軍が崩壊。アドリア海まで後退し、イタリア・フランス軍によって退避させられる                                                                                       |                                |
| 12月7日             | オスマン軍、メソポタミアにあるクートに籠城するイギリス軍を包囲（クート包囲戦）                                                                                           |                                |
| 12月19日            | ジョン・フレンチに代わり、ダグラス・ヘイグがイギリス海外派遣軍司令官に就任                                                                                               |                                |

## 1916年
| 日付                 | 事件 |      |
| -------------------- | --- | ---- |
| 1月8日から1月16日    | オーストリア＝ハンガリー軍によるモンテネグロへの攻勢によって、同国が降伏                                                                                 |      |
| 1月9日               | ガリポリの戦いは連合軍の撤退とオスマン軍の勝利という結果に終わる                                                                                         |      |
| 1月11日              | ケルキラが連合軍によって占領される | 詳細 |
| 1月24日              | ラインハルト・シェア、ドイツ大洋艦隊司令長官に就任 |      |
| 1月27日              | 「兵役法」 (Military Service Act) により、イギリスに徴兵制が制定される                                                                                   |      |
| 2月13日から2月16日   | オスマン軍に対し、ロシア軍による攻勢が始まる（エルズルム攻勢）                                                                                           |      |
| 2月21日              | ヴェルダンの戦いが始まる |      |
| 2月28日              | ドイツ領カメルーンが降伏 |      |
| 3月1日               | ドイツ、無制限潜水艦作戦を再開 |      |
| 3月1日から3月15日    | 第五次イゾンツォの戦い |      |
| 3月8日               | イギリス軍によるクート奪回が失敗（ドゥジャイラの戦い）                                                                                                   |      |
| 3月18日から4月ごろ   | ナロック湖の戦い |      |
| 4月24日から4月30日   | アイルランドにおいて共和主義者による武装蜂起（イースター蜂起）が発生                                                                                     |      |
| 4月29日              | クートに籠城していたイギリス軍がオスマン軍に投降 |      |
| 5月10日              | ドイツ、無制限潜水艦作戦を中止 |      |
| 5月15日から6月10日   | 第五次イゾンツォの戦いにおいて、オーストリア＝ハンガリー軍はトレンティーノ地方における攻勢作戦を実行（アジアーゴの戦い）                                 |      |
| 5月31日から6月1日    | ユトランド沖海戦 |      |
| 6月4日               | ブルシーロフ攻勢が始まる |      |
| 6月5日               | オスマン帝国ヒジャーズ地方においてアラブ人反乱が発生（アラブ反乱）                                                                                       |      |
| 6月5日               | ハンプシャーがオークニー諸島付近で機雷に触雷後、沈没。乗艦していたイギリス陸軍大臣ホレイショ・キッチナーが戦死                                           |      |
| 6月10日              | 対オーストリア軍事作戦の失敗の責任を取り、アントニオ・サランドライタリア王国首相が退陣。パオロ・ボセッリが新首相に就任                                   |      |
| 7月1日               | ソンムの戦いが始まる |      |
| 7月2日               | エルズィンジャンの戦い |      |
| 7月14日              | フランス、ソンム県、ロンギュヴァル、デルヴル・ウッド近郊において、ドイツ軍およびイギリス軍の戦闘（デルヴル・ウッドの戦い）が起きる（ソンム戦初期の戦闘） |      |
| 7月14日              | バゼンタン山稜の戦い（ソンム戦初期の戦闘） |      |
| 7月23日から8月7日    | ポジエールの戦い（ソンム戦初期の戦闘） |      |
| 8月3日から8月5日     | シナイ半島におけるイギリス軍に対するオスマン軍の攻撃が失敗に終わる（ロマニの戦い）                                                                       |      |
| 8月3日から8月17日    | 第六次イゾンツォの戦い（8月9日、イタリア軍はゴリツィア攻略に成功）                                                                                       |      |
| 8月18日から9月5日    | ギーユモンの戦い（ソンム戦中期の戦闘） |      |
| 8月27日              | イタリア、ドイツに宣戦布告 |      |
| 8月27日              | ルーマニア王国、協商国側に立ち中央同盟国との戦争に参戦                                                                                                   |      |
| 8月29日              | エーリッヒ・フォン・ファルケンハインに代わり、パウル・フォン・ヒンデンブルクがドイツ軍参謀本部長に就任                                                   |      |
| 9月6日               | 中央同盟国が統合軍を結成 |      |
| 9月9日               | ジンシーの戦い（ソンム戦中期の戦闘） |      |
| 9月10日から11月19日  | マケドニア戦線における連合軍の攻勢 |      |
| 9月14日から9月17日   | 第七次イゾンツォの戦い |      |
| 9月15日              | フレール＝クレスレットの戦い （ソンム戦における最終攻勢）、イギリス軍はこの戦いでタンクを初投入した                                                      |      |
| 9月20日              | ブルシーロフ攻勢がロシア軍の決定的勝利という結果に終わる                                                                                                 |      |
| 9月25日              | モルヴァルの戦い（ソンム戦最終期における戦闘の一部） |      |
| 9月26日から9月28日   | ティプヴァル山稜の戦い（ソンム戦最終期における戦闘の一部）                                                                                               |      |
| 10月1日から11月5日   | ル・トランスロワの戦い（ソンム戦最終期における戦闘の一部）                                                                                               |      |
| 10月9日から10月12日  | 第八次イゾンツォの戦い |      |
| 10月24日             | フランス軍、ヴェルダン近郊にあるデュオモン要塞の奪回に成功                                                                                               |      |
| 11月1日から11月4日   | 第九次イゾンツォの戦い |      |
| 11月13日から11月15日 | アンクルの戦い（ソンム戦の最終局面における戦闘） |      |
| 11月18日             | ソンムの戦いはドイツ軍とフランス、イギリス軍の双方に多くの犠牲を出し、膠着状態に終わる                                                                   |      |
| 11月21日             | 病院船としてイギリス軍に徴用されていたブリタニック号が機雷に触雷後、沈没                                                                                 |      |
| 11月21日             | オーストリア＝ハンガリー帝国のオーストリア皇帝およびハンガリー国王フランツ・ヨーゼフ1世が死去。カール1世が皇帝に即位                                     |      |
| 11月25日             | ジョン・ジェリコーに代わり、ジョージ・ジェリコーがイギリス海軍大艦隊司令官に就任                                                                         |      |
| 12月5日から12月7日   | イギリス:ハーバート・ヘンリー・アスキス挙国一致内閣が退陣し、デビッド・ロイド・ジョージが新首相に就任                                                    |      |
| 12月6日              | ドイツ軍、ルーマニアの首都ブカレストを占領。これに伴い、ルーマニアの首都がヤシに遷都                                                                     |      |
| 12月13日             | ジョゼフ・ジョフルに代わり、ロバート・ニヴェルがフランス陸軍最高司令官に就任                                                                             |      |
| 12月23日             | シナイ半島におけるイギリス軍の攻勢が成功（マグドババの戦い）                                                                                             |      |
| 12月27日             | トーゴランドが英仏に分割、管理区域下に置かれる |      |
| 12月29日             | グリゴリー・ラスプーチンが暗殺される |      |

## 1917年
| 日付                | 事件 |      |
| ------------------- | --- | ---- |
| 1月9日              | イギリス軍、シナイ半島からオスマン軍の放逐に成功（ラファの戦い） |      |
| 1月16日             | ドイツ帝国外務大臣アルトゥール・ツィンメルマンが駐メキシコドイツ大使を通じ、メキシコ政府に対して、アメリカが参戦した場合に備え、対米共同戦線の提案、テキサス独立戦争によって失地となったメキシコ領テキサスの回復のための財政支援等の同盟案が伝えられる（ツィンメルマン電報事件） |      |
| 2月1日              | ドイツ、無制限潜水艦作戦を再開 |      |
| 2月23日             | イギリス軍、クートの奪回に成功（第二次クートの戦い） |      |
| 2月23日から4月5日   | ドイツ軍、ヒンデンブルク線まで戦線を後退 |      |
| 3月1日              | コンラート・フォン・ヘッツェンドルフに代わり、アルトゥール・フォン・シュトラウセンブルクがオーストリア＝ハンガリー軍参謀本部長に就任 |      |
| 3月8日から3月11日   | イギリス軍、バグダートを占領（バグダート陥落 (1917年)） |      |
| 3月15日             | 二月革命によりロシア帝国皇帝ニコライ2世退位。ブルジョワ臨時政府の成立 |      |
| 3月26日             | イギリス軍によるガザ攻略作戦が失敗（第一次ガザの戦い） |      |
| 4月6日              | アメリカ合衆国、ドイツに宣戦布告 |      |
| 4月9日から4月12日   | ヴィミー山稜の戦い |      |
| 4月16日から5月9日   | 第二次エーヌの戦い（ニヴェル攻勢）は、フランス軍における大量の犠牲者、フランス陸軍総司令官ロベール・ニヴェルの更迭という結果に終わる |      |
| 4月19日             | オスマン軍が守備するガザ＝ベエルシェバ戦線に対するイギリス軍の攻勢が失敗（第二次ガザの戦い） |      |
| 4月29日から5月20日  | ニヴェル攻勢の失敗に伴い、フランス軍内部において、兵士による抗命、軍規違反が相次いで発生する | 詳細 |
| 3月5日から3月15日   | サロニカ戦線における連合国軍による攻勢が行われる |      |
| 4月9日から5月16日   | イギリス軍、ドイツ軍が防備を強固にした陣地に対する攻勢を実行するも、失敗（アラスの戦い (1917年)） |      |
| 5月12日から6月6日   | 第十次イゾンツォの戦い |      |
| 5月15日             | ロベール・ニヴェルに代わり、フィリップ・ペタンがフランス軍最高司令官に就任 |      |
| 5月23日             | イタリア北東部からスロベニア南西部にかけてのクラス地方において、オーストリア＝ハンガリー軍の反攻によりイタリア軍が同地から撤退（エルマダ山） |      |
| 6月7日から6月8日    | イギリス軍、メセン山稜の奪回に成功（メセンの戦い (1917年)） |      |
| 6月10日から6月29日  | オルティガーラ山の戦い |      |
| 6月12日             | ギリシャ王国の国王コンスタンティノス1世が退位 |      |
| 6月25日             | アメリカ派遣軍の第一陣がフランスに上陸（アメリカ海外派遣軍） |      |
| 7月1日から7月19日   | 本大戦におけるロシア軍による最後の攻勢作戦（ケレンスキー攻勢）が失敗に終わる |      |
| 7月6日              | トーマス・エドワード・ロレンスが支援したアラブ人の反乱勢力が港湾都市アカバを占領（アカバの戦い） |      |
| 7月20日             | ユーゴスラビア王国の建国を謳ったコルフ宣言がセルビアにおいて発表される | 詳細 |
| 7月31日             | パッシェンデールの戦い（第三次イープルの戦い）が始まる |      |
| 8月6日から8月20日   | マラシェスティの戦い |      |
| 8月18日から8月28日  | 第十一次イゾンツォの戦い |      |
| 9月8日              | ラーヴル・コルニーロフによるロシアソビエトの打倒を目的としたクーデターが失敗 |      |
| 9月27日から9月28日  | ラマーディーの戦い (1917年) |      |
| 10月24日から11月4日 | オーストリア＝ハンガリー、ドイツ連合軍によるイタリア軍が守備する戦線の突破に成功。イタリア軍は敗走し、ピアーヴェ川まで後退（カポレットの戦い） |      |
| 10月30日            | カポレットの戦いにおけるイタリア軍敗北の責任をとり、イタリア王国首相パオロ・ボセッリが辞任。後継首班としてヴィットーリオ・エマヌエーレ・オルランドが首相に指名 |      |
| 10月31日から11月7日 | イギリス軍、オスマン軍の戦線の突破に成功第三次ガザの戦い |      |
| 11月2日             | イギリス外務大臣アーサー・ジェームス・バルフォアがユダヤ人コミュニティーの指導者であるウォルター・ロスチャイルドに対し、書簡によって、パレスチナにおけるユダヤ人居住地（ナショナルホーム）の建設を支持する旨を表明（バルフォア宣言）                                             |      |
| 11月7日             | ロシアにおいて十月革命が発生。連合国はラパッロにおいて、最高戦争会議の設置について同意 |      |
| 11月8日             | ルイージ・カドルナに代わり、アルマンド・ディアズがイタリア軍最高司令官に就任 |      |
| 11月9日から12月28日 | オーストリア＝ハンガリー、ドイツ連合軍によるピアーヴェ川の渡河作戦が失敗（第一次ピアーヴェの戦い） |      |
| 11月10日            | パッシェンデールの戦い（第三次イープルの戦い）は、ドイツ軍死傷者約26万名、連合軍死傷者約44万名の犠牲を生じ、戦線の膠着化に終わる |      |
| 11月13日            | ポール・パンルヴェに代わり、ジョルジュ・クレマンソーがフランス共和国首相に就任 |      |
| 11月17日            | 北海において英独海軍の戦闘艦が交戦（第二次ヘルゴランド・バイトの戦い） |      |
| 11月20日から12月3日 | イギリス軍の攻勢は失敗し、戦線の膠着化に終わる（カンブレーの戦い） |      |
| 12月7日             | アメリカ、オーストリア＝ハンガリーに宣戦布告 |      |
| 12月8日から12月26日 | イェルサレムの戦い (1917年)、12月11日、イギリス軍はイェルサレムに入城 |      |
| 12月23日            | ロシア、ドイツと休戦協定を締結 |      |

## 1918年
| 日付                | 事件 |         |
| ------------------- | --- | ------- |
| 1月8日              | アメリカ合衆国大統領ウッドロウ・ウィルソンが合衆国議会における演説において、十四か条の平和原則を発表                                                   |         |
| 2月9日              | 中央同盟国はウクライナ人民共和国との間に、ウクライナによる穀物供給、ドイツの軍事力の提供についてまとめたブレスト＝リトフスク条約を締結                 |         |
| 2月18日             | 東部戦線における戦闘が再開 |         |
| 2月21日             | イギリス軍、エリコを占領 |         |
| 2月25日             | ドイツ軍、エストニアを占領 |         |
| 3月3日              | ロシア共和国（ボリシェヴィキ政府）外務人民委員レフ・トロツキーと中央同盟国間において、講和条約が締結される。これにより、ロシアが第一次世界大戦から離脱 |         |
| 3月21日から3月25日  | ドイツ軍による最後の攻勢作戦（春季攻勢）が始まる。英仏軍の分断を意図した初期の攻勢作戦（ミヒャエル作戦）はドイツ軍に約27万名の死傷者を出す結果に終わる |         |
| 3月23日から8月7日   | ドイツ軍の列車砲（パリ砲）によるパリに対する砲撃が行われる                                                                                             |         |
| 3月26日             | フランス陸軍軍人フェルディナン・フォッシュが連合国軍最高司令官に就任                                                                                   |         |
| 4月1日              | 陸軍航空隊と海軍航空隊が統合され、イギリス空軍が設立される                                                                                             |         |
| 4月4日              | 春季攻勢の中盤戦（ジョルジェット作戦）が始まる |         |
| 5月7日              | ルーマニア王国と中央同盟国間の講和条約が批准されるも、同盟国の敗戦に伴い、事実上無効化される（ブカレスト条約）                                         |         |
| 5月27日から6月6日   | 第三次エーヌの戦い（春季攻勢におけるブリュッヒャー＝ヨルク作戦）において、ドイツ軍の攻勢が頓挫する                                                     |         |
| 6月9日から6月12日   | 春季攻勢における最終局面（グナイゼナウ作戦）において、ドイツ軍は約14kmの前進に成功するも、フランス軍の反攻に伴い、攻勢が停滞する                       |         |
| 6月13日から6月23日  | オーストリア＝ハンガリー軍の攻勢がイタリア軍によって撃退される（第二次ピアーヴェの戦い）                                                               |         |
| 7月15日から8月5日   | 第二次マルヌの戦いおよび西部戦線におけるドイツ軍の最終攻勢はフランス軍の反攻作戦によって撃退される                                                     |         |
| 8月8日から8月11日   | アミアンの戦い (1918年)（百日攻勢の序盤戦） |         |
| 9月12日             | アヴランクールの戦い（百日攻勢における一局面） |         |
| 9月15日             | フランス・セルビア連合軍、ドブロ・ポリェにおけるブルガリア軍戦線の突破に成功（ドブロ・ポリェの戦い）                                                   |         |
| 9月18日から9月19日  | ブルガリア軍、イギリス・ギリシャ連合軍の進軍の阻止に成功（ドイランの戦い）                                                                             |         |
| 9月18日から10月10日 | サン＝カンタン＝カナルの戦いにおいて、連合軍はドイツ軍の戦線の突破に成功（百日攻勢の一局面）                                                           |         |
| 9月19日から9月21日  | メギドの戦いにおいて、イギリス軍はパレスチナを占領 |         |
| 9月26日から11月11日 | 百日攻勢および第一次世界大戦における最終攻勢が始まる（ムーズ＝アルゴンヌ攻勢）                                                                         |         |
| 9月30日             | ブルガリア、連合国との間に休戦条約を調印 |         |
| 10月1日             | イギリス軍、ダマスカス入城 |         |
| 10月20日            | ドイツ、潜水艦戦を中止 |         |
| 10月24日から11月4日 | ヴィットリオ・ヴェネトの戦いにおいて、オーストリア＝ハンガリー軍はイタリア軍に大敗。イタリア軍はトレントの奪回とトリエステの占領に成功                 |         |
| 10月29日            | エーリッヒ・ルーデンドルフに代わり、ヴィルヘルム・グレーナーがドイツ参謀本部次長に就任                                                                 |         |
| 10月29日            | ドイツ、ウィルヘルムスハーフェン近郊において、ドイツ海軍大洋艦隊所属の船員による一連の反乱が発生（キール反乱）                                         |         |
| 10月30日            | オスマン帝国と連合国の間に休戦協定が調印される（ムドロス休戦協定）                                                                                     |         |
| 11月3日             | オーストリア＝ハンガリー帝国とイタリア王国の間に休戦協定が調印される（ヴィラ・ジュスティ休戦協定）。発効は翌4日                                        |         |
| 11月9日             | ドイツ帝国皇帝ヴィルヘルム2世退位。ドイツ社会民主党共同党首フィリップ・シャイデマンによる共和国宣言が発表される                                        |         |
| 11月10日            | オーストリア＝ハンガリー帝国皇帝カール1世、国事不関与声明。事実上の退位                                                                                |         |
| 11月11日            | 中央ヨーロッパ時間 (CET) 午前6時、フランスのコンピエーニュの森において、ドイツは連合国との休戦協定に調印。同日午前11時、発効                           |         |
| 11月12日            | オーストリア、共和制に移行 |         |
| 11月14日            | チェコスロバキアにおいて、トーマス・マサリクが暫定政府大統領に就任                                                                                     |         |
| 11月14日            | ドイツ海軍Uボートが抑留される |         |
| 11月14日            | 休戦協定発効の3日後、パウル・フォン・レットウ＝フォルベックの停戦合意によって、東アフリカ戦域における戦闘が停止                                        | Details |
| 11月21日            | ドイツ海軍大洋艦隊、イギリスに降伏 |         |
| 11月22日            | ドイツ、ルクセンブルクから撤退 |         |
| 11月23日            | 戦闘停止から9日後、パウル・フォン・レットウ＝フォルベックがアバコーン（現、ザンビア）において公式に投降                                                | Details |
| 11月27日            | ドイツ、ベルギーから撤退 |         |
| 12月1日             | トランシルヴァニアのルーマニア人がルーマニア王国への帰属を宣言、トランシルヴァニア全域へのルーマニア軍の侵攻が開始                                     |         |
| 12月4日             | セルビア人・クロアチア人・スロベニア人王国 (ユーゴスラビア王国)の成立が宣言される                                                                      |         |

## 1919年
| 日付     | 事件                                                                                                   |  |
| -------- | --- |  |
| 1月18日  | 連合国と中央同盟国との講和条約を制定するためのパリ講和会議がフランス、パリで始まる                     |  |
| 1月25日  | 講和会議において、国際連盟の設立提案が承認される                                                       |  |
| 4月16日  | ルーマニア軍がハンガリー評議会共和国に侵攻（ハンガリー・ルーマニア戦争）                               |  |
| 5月15日  | ギリシャ王国軍がトルコに侵攻を開始（希土戦争）                                                         |  |
| 6月21日  | 終戦処理のためスカパ・フローに回航されたドイツ帝国海軍艦船が自沈（スカパ・フローでのドイツ艦隊の自沈） |  |
| 6月28日  | 連合国とドイツの講和条約、ヴェルサイユ条約が調印される                                                 |  |
| 7月8日   | ドイツ、ヴェルサイユ条約を批准                                                                         |  |
| 7月21日  | イギリス、ヴェルサイユ条約を批准                                                                       |  |
| 8月6日   | ハンガリー評議会共和国政府崩壊、ルーマニアと連合国軍によるハンガリー占領開始（～1920年3月28日）        |  |
| 9月10日  | オーストリア第一共和国と連合国間の講和条約、サン＝ジェルマン条約が調印される。                         |  |
| 11月27日 | ブルガリア王国と連合国間の講和条約、ヌイイ条約が調印される。                                           |  |

## 1920年代
| 日付               | 事件 |        |
| 1920年             | 1920年 | 1920年 |
| ------------------ | --- | ------ |
| 1月10日            | 国際連盟の初会合がロンドンで開催される。（第一次世界大戦の公式な終戦） | 詳細   |
| 1月10日            | 自由都市ダンツィヒが建国 | 詳細   |
| 1月21日            | パリ講和会議が終会 | 詳細   |
| 2月10日            | 住民投票により北シュレースヴィヒ（現、デンマーク、スナユラン県）がデンマークに帰属 | 詳細   |
| 4月19日から4月26日 | 中東におけるオスマン帝国の領土の帰属先を決定する会議（サンレーモ会議）が、イタリア、サンレーモにて開催                                                                                     |        |
| 6月4日             | 連合国とハンガリーの間における講和条約（トリアノン条約）が締結 | 詳細   |
| 8月10日            | 連合国とオスマン帝国の間における講和条約（セーヴル条約）が締結される。メフメト6世を首班とするイスタンブール政府が本条約を締結したが、条約内容に不満を有する勢力によって否認される          | 詳細   |
| 9月8日             | イタリア人運動家ガブリエーレ・ダンヌンツィオ、パリ講和会議における未回収のイタリア問題が解決されないことに不満を抱き、支持勢力らと共にフィウーメを占拠し、カルナーロ＝イタリア執政府を建国 | 詳細   |
| 11月1日            | 国際連盟本部がスイス、ジュネーヴに移動 | 詳細   |
| 11月12日           | イタリア王国、ユーゴスラビア王国の間において、ラパッロ条約が締結される。ザダルがイタリアに譲渡され、自由都市フィウーメが建国される                                                         | 詳細   |
| 11月15日           | 国際連盟第1回総会が開会される | 詳細   |
| 1921年             | |        |
| 10月13日           | ロシア・ボルシェヴィキ政府とオスマン帝国との間に講和条約（カルス条約）が締結される |        |
| 1922年             | |        |
| 2月6日             | 軍艦の保有制限について定めたワシントン海軍軍縮条約がアメリカ、イギリス、日本、フランス、イタリアの5か国によって調印される                                                                  | 詳細   |
| 4月10日から5月19日 | 世界34か国の代表が出席し、ヨーロッパの経済復興を主題とするジェノア会議が開催される。 | 詳細   |
| 4月16日            | ドイツ国（ヴァイマル共和政）とソヴィエト・ロシアの間において、外交関係の正常化を目的とするラパッロ条約が締結される                                                                         | 詳細   |
| 9月11日            | カルス条約がアルメニア、エレバンにおいて批准される |        |
| 1923年             | |        |
| 7月24日            | 連合国とトルコ共和国の間において、セーヴル条約に代わる新たな講和条約（ローザンヌ条約）が締結される。                                                                                       | 詳細   |
| 1924年             | |        |
| 1月27日            | イタリア王国とユーゴスラビア王国の間で締結された条約（ローマ条約）において、フィウーメのイタリアへの帰属とスシャク (Sušak) のユーゴスラビアへの譲渡が確認される                            |        |

## 2000年代
- 2008年1月1日 - 元ドイツ陸軍に所属し第一次世界大戦に従軍したエーリッヒ・ケストナーが107歳で死去。これにより第一次世界大戦に従軍したドイツ軍関係者が全て故人となった。
- 2008年3月12日 - 元フランス外人部隊及び元イタリア陸軍兵として第一次世界大戦に従軍したラザール・ポンティセリが110歳で死去。[69]。これにより第一次世界大戦に従軍したフランス軍関係者が全て故人となった。
- 2009年7月25日 - 元イギリス陸軍兵のハリー・パッチが111歳で死去。これにより第一次世界大戦に従軍した両陣営の陸軍軍人すべてが故人となった[70]。

## 2010年代
- 2010年10月3日 - ドイツが賠償金の支払いを完了[71]。
- 2011年3月1日 - 元アメリカ陸軍運転手（軍属）のフランク・バックルズが110歳で死去[72]。これにより第一次世界大戦に従軍したアメリカ軍関係者がすべて故人となった。
- 2011年5月5日 - 元イギリス海軍所属のクロード・チョールズが110歳で亡くなった。15歳で軍に志願、戦後はオーストラリアに渡った後、1926年にオーストラリア海軍勤務となった。後に第二次世界大戦にも海軍として参加していた。[73]。これにより第一次世界大戦で戦闘経験を持つ連合国側退役軍人がすべて故人となった。
- 2012年2月4日 - 元イギリス空軍女性部隊所属で、基地食堂の接客係（軍属）だったフローレンス・グリーンが110歳で死去[74]。これにより第一次世界大戦に従軍したイギリス軍関係者のすべて且つ、連合国及び中央同盟国両陣営の軍人・軍属のすべてが故人となった[注釈 1]。
- 2014年 - 第一次世界大戦100周年（英語版）（2018年まで欧米を中心とした世界各地で式典予定）
- 2014年6月26日 - ベルギー・ウェスト＝フランデレン州イーペル（大戦中同地で初使用されたマスタードガスの通称イペリットの名称由来の地）で欧州連合首脳による第一次世界大戦100周年記念式典[75]。
- 2014年6月28日 - サラエボ事件100周年[76]。